# Gare de Carentan
Gare de Carentan – stacja kolejowa w Carentan, w departamencie Manche, w regionie Normandia, we Francji.
Została otwarta w 1858 przez Compagnie des chemins de fer de l'Ouest (Ouest). Jest stacją Société nationale des chemins de fer français (SNCF), obsługiwaną przez pociągi Intercités i TER Basse-Normandie.

## Linie kolejowe
Obecnie stacja Carentan leży na linii kolejowej Mantes-la-Jolie – Cherbourg. W przeszłości była stacją węzłową, ponieważ w tym miejscu z linią do Cherbourga łączyła się linia Carentan – Carteret. Ruch na tej drugiej został zawieszony w 1991 roku, a w 1996 została oficjalnie zlikwidowana.